# 美國麻將

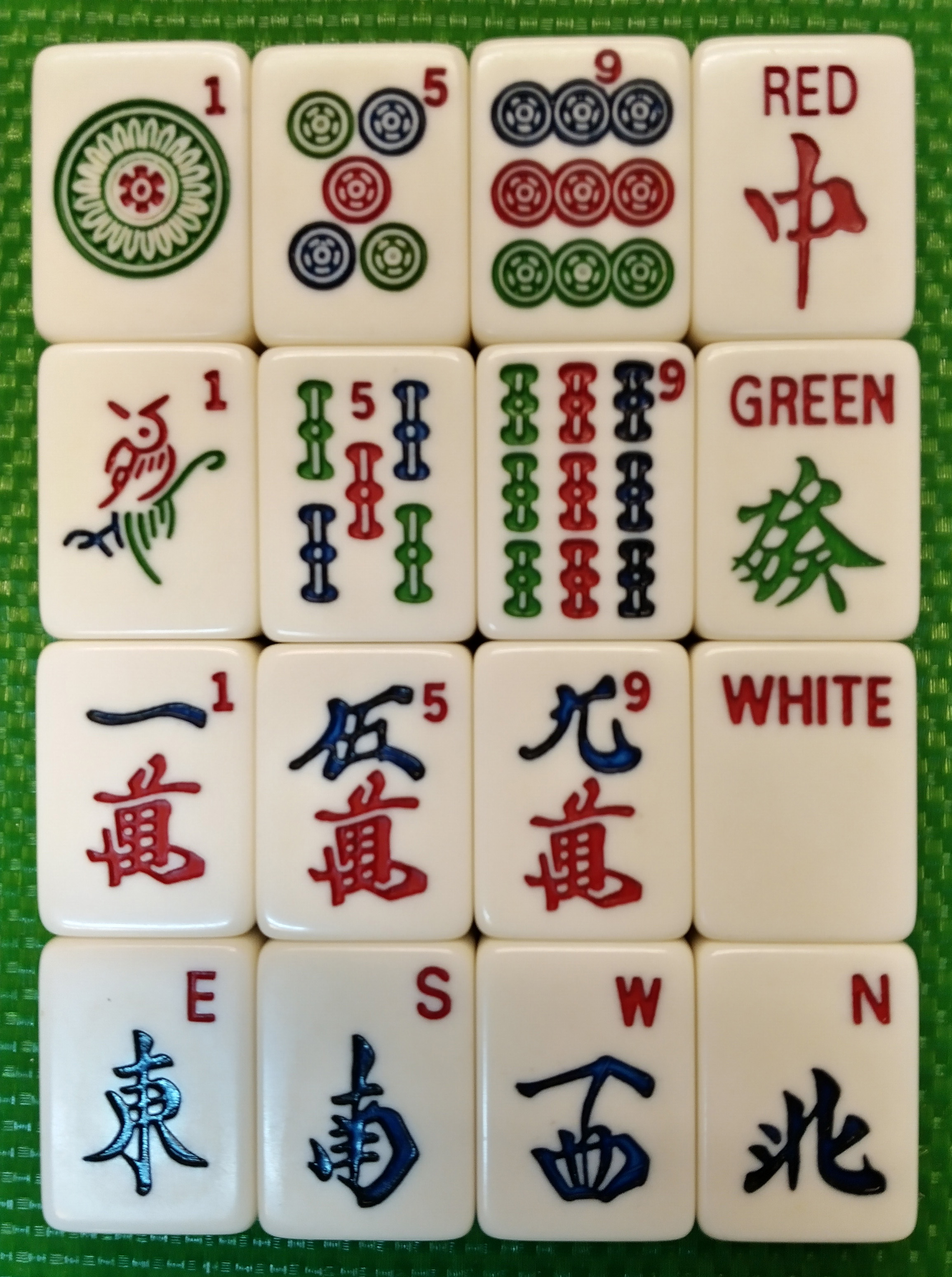
美國麻雀牌上會有額外的阿拉伯數字或英文，方便西方玩家辨認牌張。

美國麻將（American Mahjong, Mah-Jongg），有時會簡稱 Maahj。表示麻雀遊戲在美國裏的標準玩法。
1937年成立的全美國麻將聯盟（NMJL、National Mah Jongg League）每年都會發表正式規則，也會變更標準胡牌牌型。

## 使用牌張

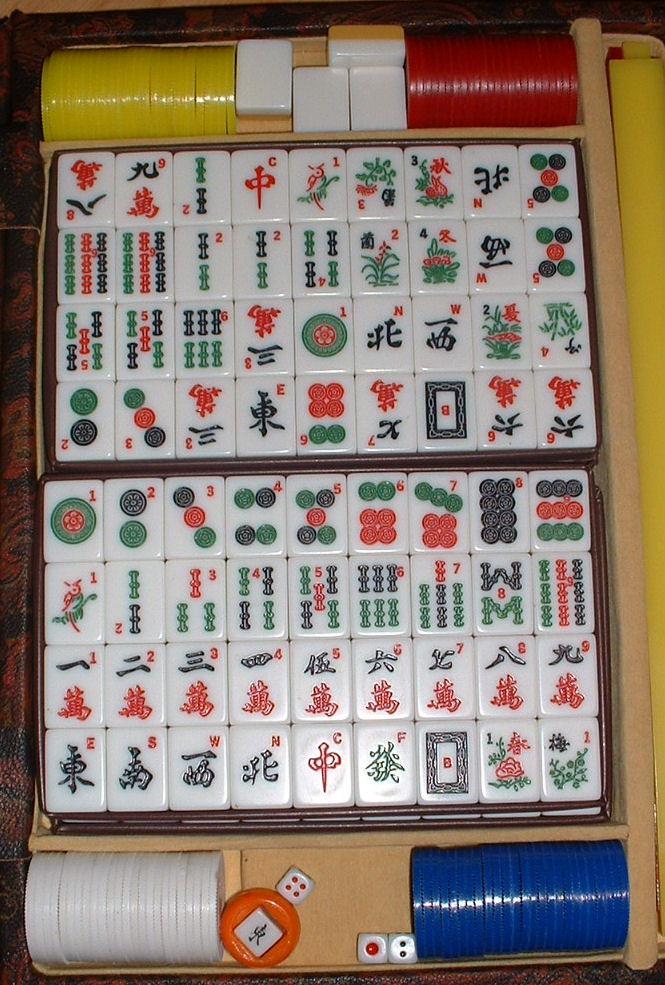
一副美國麻雀牌

美國的麻將牌總共152張，如下述。

### 筒子
筒子（dots）爲一筒至九筒，每款各4張，共36張。
爲方便美國玩家，不少英文牌子上會寫着阿拉伯數字，說明它是多少筒。

### 索子
索子（bamboos, bams）爲一索至九索，每款各4張，共36張。
一索的鳥兒圖案各式各樣，常見的有麻雀、孔雀、向下俯衝的鶴等。
爲方便美國玩家，不少英文牌子上會寫着阿拉伯數字，說明它是多少索。

### 萬子
萬子（characters, craks）爲一萬至九萬，每款各4張，共36張。
爲方便美國玩家，不少英文牌子上會寫着阿拉伯數字，說明它是多少萬。

### 風牌
風牌（winds）爲東、南、西、北4款，每款各4張，共16張。
爲方便美國玩家，不少英文牌子上會寫着E（代表East東）、S（代表South南）、W（代表West西）和N（代表North北）。

### 三元牌
三元牌（dragons）爲紅中（red dragon）、靑發（green dragon）、白板（white dragon，別稱soap）3款，每款各4張，共12張。當中的紅中甚至會使用紅色龍圖案，靑發甚至會使用綠色龍圖案，避免使用漢字。
 或 
爲方便美國玩家，不少英文牌子上會寫着Red（或R）、Green（或G）和White（或Wh），也有牌子會寫C（代表「中」的香港拼音）、F（代表「發」的香港拼音）、P或B（代表「白」的香港拼音）。

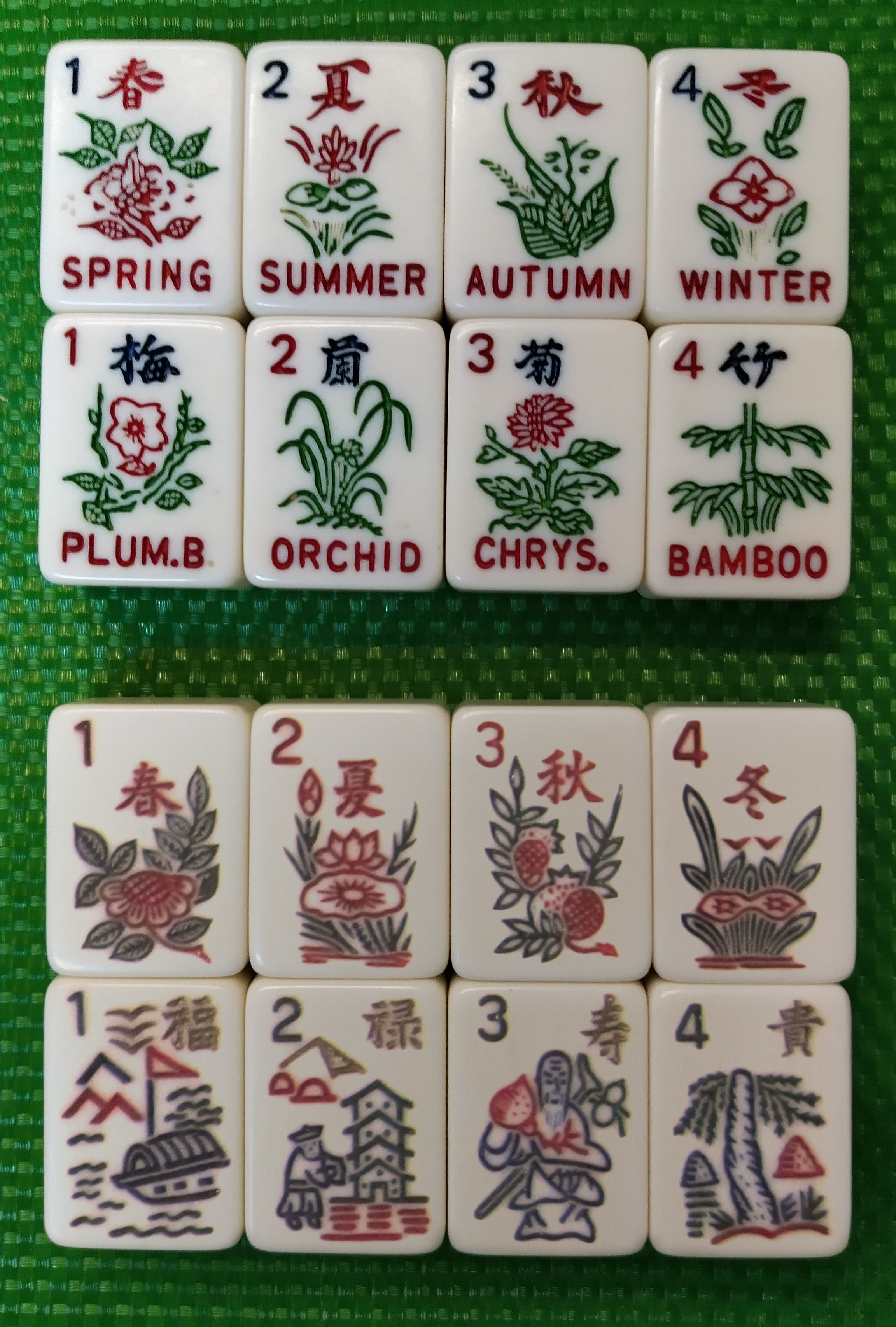
兩種美國麻雀花牌，上方爲「春、夏、秋、冬；梅、蘭、菊、竹」，下方爲「春、夏、秋、冬；福、祿、寿、貴」。

### 花牌
花牌（flower）有兩組，每組4款，每款1張，共八張。NMJL的示範展示裏，採用「春、夏、秋、冬」及「福、禄、寿、貴」這兩組，但使用一般麻將牌常見的兩組花（即「春、夏、秋、冬」及「梅、蘭、菊、竹」）即可。
 ； 
爲方便美國玩家，不少英文牌子上會寫着Spring（春）、Summer（夏）、Autumn（秋）、Winter（冬）、Plum.B（梅）、Orchid（蘭）、Chrys.（菊）、Bamboo（竹）。

### 百搭牌
美國麻雀還有8張百搭牌（joker），又稱鬼牌、小丑、萬用牌。

## 用語、規則

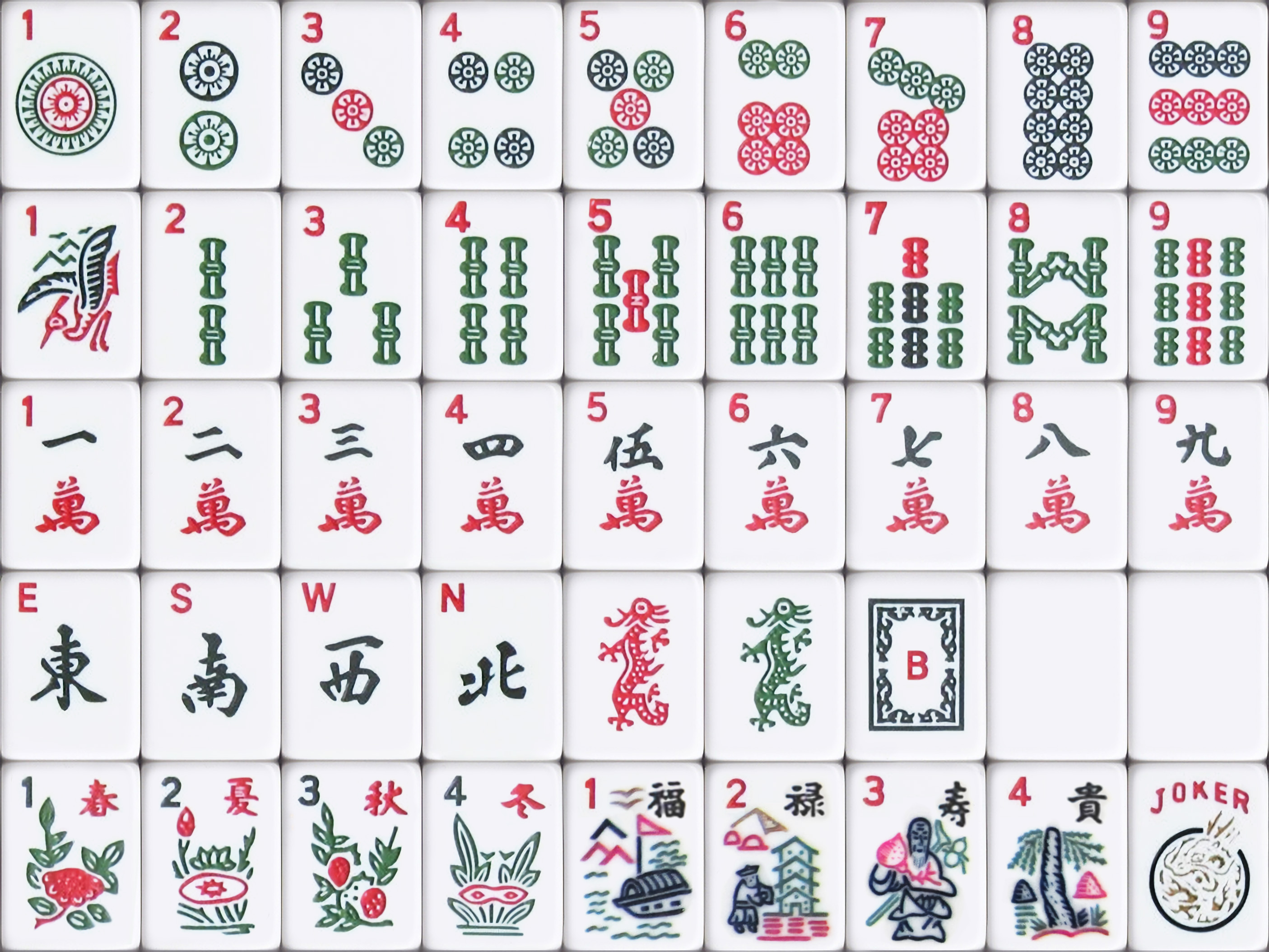
一套美國麻雀牌裏的各款牌張，紅中、青發分別以赤龍和綠龍來代表。

手牌通常都會放在架子上，叫牌而亮出的牌型必須擺在架子的上方。

### 面子
而面子的組成為單張（single），對（pair）、碰（刻子、pung）、槓（kong）、昆（quint）、6張一組（sextet），沒有順子（chow）。

### 百搭牌
百搭牌不能在交換手牌時傳給他家。
擁有3張以上時可作為單純的面子，在遊戲中被丟出的百搭牌會被認作上次出的牌。

## 遊戲進行
莊家和閒家分數計算無分別，沒有連莊機制，只需決定東家就好了。每個人將堆好牌山（共19墩）後，東家用兩個骰子決定開門位置，每人手牌各拿13張（東家為14張）。手牌整理好後，開始進行交牌手牌，共有三個階段，通常會進行兩次，第二次時順序相反。
1. 將自己不要的3張手牌給下家，然後從上家拿到3張牌。
2. 將自己不要的3張手牌給對面，然後從對面拿到3張牌。
3. 將自己不要的3張手牌給上家，然後從下家拿到3張牌。

交換完後，可以再和對家協商換牌（至多3張）。
遊戲進行到牌山所有的牌取完或一個玩家和牌時候，沒有暗槓或加槓，明槓不補牌。一個玩家出牌後，他家都可以進行叫牌。

## 計分方式
NMJL每年都會出版正式規則手冊，每年的胡牌牌型也都會改變。此外，胡牌牌型也不是傳統「四面子一將頭」，會有不同的組合。
胡牌牌型最低的分數為25分。銃胡的時候，出銃的人必須支付點數的2倍，他家只需付點數。自摸時則是其他三家支付點數的2倍。

## 腳註
1. ↑  .   [2017-01-07]. （原始内容存档于2021-04-20）.
2. ↑  .   [2020-09-11]. （原始内容存档于2021-02-25）.
3. ↑  因為5張一組和六張一組需要百搭牌
4. ↑  或稱查爾斯頓(Charleston)
5. ↑  .   [2017-01-07]. （原始内容存档于2021-02-10）.

## 外部連結
- Altia：〈各國麻雀教學 第一回 美國麻將〉（页面存档备份，存于）
- Yellow Mountain Imports: How to Play American Mahjong（页面存档备份，存于）
- Mahjongtime: American Style Mahjong Rules（页面存档备份，存于）
- 全美國麻將聯盟 National Mah Jongg League(NMJL)（页面存档备份，存于）
- NMJL的官方網站網上麻將遊戲（页面存档备份，存于）
- Standardized National Mah Jongg Tournament Rules （页面存档备份，存于）
- Mah Jongg Master Points（页面存档备份，存于）
- American Mah-Jongg Association (AMJA)（页面存档备份，存于）